# 지방도 제510호선
지방도 제510호선은 충청북도 청주시 청원구 오창읍 가좌삼거리와 충주시 살미면 신당리 공이삼거리를 잇던 충청북도의 지방도이다.
청주시 청원구 오창읍의 증평 나들목에서 중부고속도로와 교차한다.
2017년 7월 7일 지방도 노선 변경으로 지방도 제508호선에 편입되었다. 단, 미개통 구간이 포함된 증평군 도안면 송정리 광덕사거리 ~ 소수면 소암리 9.1km 구간과 괴산군 장연면 광진리 광진삼거리 ~ 살미면 신당리 공이삼거리 15.5km 구간은 폐지되었다.

## 연혁
- 2003년 2월 14일 : 노선 폐지 및 재지정으로 종점이 '충주시 살미면 공이리'에서 '충주시 살미면 신당리'로 변경. 노선명이 '오창 ~ 증평선'에서 '오창 ~ 살미선'으로 변경됨.[1]
- 2008년 10월 24일 : 문광 ~ 수회간 도로 확포장공사로 인해 충주시 살미면 문강리 ~ 수안보면 수회리 2.168km 구간 도로구역 변경[2]
- 2008년 12월 26일 : 지방도 도로구역 지정[3]
- 2009년 12월 4일 : 청원군 오창읍 창리 ~ 여천리 5.61km 구간 개통[4]
- 2010년 2월 12일 : 충주시 살미면 공이리 1.2km 구간 개통[5]
- 2010년 3월 12일 : 성산 ~ 두릉간 도로 확포장공사 시행으로 인해 청원군 오창읍 성산리 ~ 두릉리 6.34km 구간 도로구역 변경[6]
- 2010년 3월 19일 : 지방도 제508호선 구간이었던 청원군 오창읍 장대리 ~ 유리 2.8km 구간이 편입됨[7]
- 2010년 12월 3일 : 충주시 살미면 공이리 1.32km 구간 개통[8]
- 2011년 9월 2일 : 국도 제19호선 이설에 의한 중복 구간 조정[9]
- 2011년 10월 1일 : 국도 제34호선 연결 도로(진천군 초평면 용기리 ~ 증평군 증평읍 송산리) 2.0km 구간 6차선 확장 공사 착공[10]
- 2012년 5월 25일 : 증평 ~ 도안간 도로 확포장공사로 인해 증평군 증평읍 증평리 ~ 도안면 노암리 1.54km 구간 도로구역 변경[11]
- 2012년 7월 6일 : 충주시 살미면 문강리 ~ 수안보면 수회리 2.17km 구간 개통[12], 성산 ~ 두릉간 도로(청원군 오창읍 성산리 ~ 두릉리) 6.32km 구간 개통[13]
- 2017년 3월 31일 : 2017년 3월 31일까지 증평2산업단지 조성으로 인해 증평군 도안면 노암리 770m 구간 도로구역 변경[14]
- 2017년 7월 7일 : 지방도 제508호선에 편입. 단, 증평군 도안면 송정리 광덕사거리 ~ 소수면 소암리 9.1km 미개통 구간과 괴산군 장연면 광진리 광진삼거리 ~ 살미면 신당리 공이삼거리 15.5km 미개통 구간은 폐지.[15]

## 주요 경유지
- 청주시
  - 오창읍 가좌삼거리 - 가좌리 - 용두2차 교차로 - 용두교 - 용두천교 - 화산육교 - 용두1차 교차로 - 성산리 - 양지리 - 오창사거리 - 창리사거리 - 장대교 - 학소교 - 유리삼거리 - 화산삼거리 - 여천리 - 증평 나들목 - 여암교

- 진천군
  - 초평면 여암교 - 진암사거리 - 진암리 - 용산리 - 용기리 - 수의삼거리 - 연탄교

- 증평군
  - 증평읍 연탄교 - 연탄사거리 - 송산리 - 송산 교차로 - 미암사거리 - 미암리 - 똥골고개
  - 도안면 똥골고개 - 노암리 - 노암삼거리 - 광덕사거리 - 석곡리

- 괴산군
  - 사리면 산정교 - 중흥교 - 중흥리 - (미개통 구간 소매리)
  - 소수면 (미개통 구간 소암리 - 길선리) - 궁굴교 - 찬샘 교차로 - 소수면사무소 - 소수초등학교 - 소수삼거리 - 수리교 - 수리
  - 괴산읍 신항리 - 신항저수지 - 신기리 - 사창리
  - 불정면 세평리 - 제2세평교 - 지장리 - 세평삼거리 - 불정사거리 - 목도교
  - 감물면 목도교 - 이담리 - 이담삼거리 - 하문교
  - 불정면 하문교 - 하문리 - 조곡교
  - 장연면 조곡교 - 조곡리 - 광진삼거리 - 광진리 - 광진교 - 문강교

- 충주시
  - 살미면 문강교 - 문강사거리 - 문강 교차로 - 문강리
  - 수안보면 수회리 - 수회리 교차로(수회리 사거리) - 수회3교 - 중앙경찰학교앞 - 수회교 - 중산리 - (상촌) - 상촌3교 - 고운리 - (미개통 구간)
  - 살미면 (미개통 구간) - 공이리 - 송정교 - 하리교 - 공이삼거리

## 중복 구간
- 청주시 오창읍 오창사거리 ~ 창리사거리 : 국도 제17호선과 중복
- 괴산군 소수면 소암리 : 지방도 제515호선과 중복
- 괴산군 소수면 길선리 ~ 찬샘 교차로 : 국도 제37호선, 국가지원지방도 제49호선과 중복
- 괴산군 불정면 불정사거리 ~ 감물면 이담삼거리 : 지방도 제525호선과 중복

## 도로명
- 청주시 청원구 오창읍 가좌삼거리 ~ 오창사거리 : 두릉유리로
- 청주시 청원구 오창읍 오창사거리 ~ 창리사거리 : 공항로
- 청주시 청원구 오창읍 창리사거리 ~ 증평군 증평읍 미암사거리 : 중부로
- 증평군 증평읍 미암사거리 ~ 도안면 광덕사거리 : 인삼로
- 증평군 도안면 광덕사거리 ~ 괴산군 사리면 산정교 동단 : 원명로
- 괴산군 사리면 산정교 동단 ~ 중흥리 : 중흥로
- 괴산군 소수면 길선리 ~ 찬샘 교차로 : 상경로
- 괴산군 소수면 찬샘 교차로 ~ 소수삼거리 : 소수로
- 괴산군 소수면 소수삼거리 ~ 불정면 세평삼거리 : 관동로
- 괴산군 불정면 세평삼거리 ~ 불정사거리 : 문무로
- 괴산군 불정면 불정사거리 ~ 감물면 이담삼거리 : 감물로
- 괴산군 감물면 이담삼거리 ~ 조곡교 : 하문로
- 괴산군 장연면 조곡교 ~ 광진삼거리 : 광진조곡로
- 괴산군 장연면 광진삼거리 ~ 문강교 : 충민로
- 충주시 살미면 문강교 ~ 문강사거리 : 문강로
- 충주시 살미면 문강사거리 ~ 충주시 수안보면 중앙경찰학교앞 : 팔봉로
- 충주시 수안보면 중앙경찰학교앞 ~ 중산리 : 수회리로
- 충주시 수안보면 중산리 ~ 상촌3교 북단 : 중산신촌길
- 충주시 수안보면 상촌3교 북단 ~ 고운리 : 중산길
- 충주시 살미면 공이리 ~ 공이삼거리 : 공이동길